# Ланфре, Пьер
Пьер Ланфре (26 октября 1828, Шамбери — 15 ноября 1877[…], По) — французский политик и историк.

## Биография
Сын одного из наполеоновских офицеров. Начал своё обучение в иезуитском колледже в Шамбери, однако написанный им памфлет, в котором он нелестно отозвался о преподобном отце, заставил его родителей сменить учебное заведение. Направленный в лицей Бурбонов в Париже, он затем пошёл на курсы парижской Школы права, но не зарегистрировался в адвокатской палате и предпочёл посвятить себя изучению философии, истории и литературы.
Он начал в 1857 году с замечательного эссе «Церковь и философы восемнадцатого века». Демократические взгляды, выраженные им в этой статье, привлекли внимание к молодому автору, который вскоре опубликовал «Очерк французской революции» (1858), «Политическая история пап» (1860) и «Политические этюды и портреты» (1863), проникнутые такими же чувствами. Примерно в то же время он начал писать статьи в газету Le Temps.
В 1867 году он начал публиковать свою самую важную работу, «История Наполеона I» (5 томов, 1867—1875 и 1886), которая описывала события до конца 1811 года и заканчивалась на подготовке к вторжению в Россию 1812 года. В этой книге, основанной на переписке императора, опубликованной в 1858—1870 годах, Ланфре попытался разрушить легенды, которые выросли вокруг Наполеона, и путём критического изучения документов объяснить мотивы его политики. Рассматривая с новой точки зрения политические и военные события правления императора, Ланфре дал им чрезвычайно строгую оценку, что вызвало довольно оживлённые споры.
Умеренный республиканец, Ланфре не одобрил поведение провинциальной делегации правительства национальной обороны, критиковал Гамбетту, отказался от предложенного ему места префекта Севера и участвовал в франко-германской кампании в рядах мобилизованных из Савойи.
8 февраля 1871 года, после заключения перемирия, он был избран представителем Буш-дю-Рон в Национальном собрании. Он присоединился к левоцентристам и голосовал за консервативных республиканцев, которые поддерживали политику Тьера. Назначенный 9 октября 1871 года послом Франции в Берне, он подал в отставку 24 мая 1873 года и вернулся для участия в парламентской работе. Вице-президент левоцентристов Пьер Ланфре был избран бессменным сенатором. Он снова возглавил левоцентристов сената; но состояние его здоровья не позволяло ему активно участвовать в заседаниях. Вынужденный проживать на юге, он умер в По 15 ноября 1877 года.

## Публикации
- Церковь и философы в XVIII веке (фр. L'Église et les philosophes au dix-huitième siècle) (1855)
- Очерк французской революции (фр. Essai sur la révolution française) (1858)
- Политическая история пап (фр. Histoire politique des papes) (1860)
- Письма Эверарда (фр. Lettres d'Evérard) (1860)
- Восстановление Польши (фр. Le Rétablissement de la Pologne) (1863)
- Политические этюды и портреты (фр. Études et portraits politiques) (1863)
- История Наполеона I (фр. Histoire de Napoléon Ier) (1875)